# Eduard von Wasmer
Eduard Heinrich Wilhelm Clothar von Wasmer (* 8. April 1836 in Coburg; † 23. Mai 1902 in Schöneberg) war ein preußischer Generalmajor.

## Leben

### Militärkarriere
Nach dem Besuch der Realschule in Coburg trat Wasmer am 11. November 1852 als Kadett in das Coburg-Gothaische Infanterie-Regiment ein und avancierte bis Mitte November 1854 zum Unterleutnant. Im Herbst 1856 war er zur Teilnahme an den topographischen Aufnahmen des preußischen Generalstabes bei Coburg kommandiert. Er nahm Ende Februar 1860 seinen Abschied, trat am 10. März 1860 in die Preußische Armee über und wurde als aggregierter Sekondeleutnant mit Patent vom 11. November 1854 im Westfälischen Füsilier-Regiment Nr. 37 angestellt. Zu Ausbildungszwecken war er von März bis Mai 1861 zur Gewehrfabrik nach Saarbrücken kommandiert. Unter Beförderung zum Premierleutnant erfolgte Ende November 1861 seine Versetzung in das 5. Pommersche Infanterie-Regiment Nr. 42. Im Krieg gegen Österreich führte Wasmer 1866 zunächst die 1. Kompanie des Ersatz-Bataillons, dann die 1. Kompanie des IV. Bataillons.
Nach dem Krieg wurde Wasmer am 30. Oktober 1866 als Hauptmann und Chef der 7. Kompanie in das Infanterie-Regiment Nr. 75 nach Harburg versetzt. In dieser Eigenschaft nahm er 1870/71 während des Krieges gegen Frankreich an den Belagerungen von Metz, Toul und Paris sowie den Kämpfen bei Dreux, La Madeleine-Bouvet, Loigny-Poupry, Orleans und Beaugency teil. Für sein Wirken erhielt er beide Klassen des Eisernen Kreuzes sowie das Mecklenburgische Militärverdienstkreuz II. Klasse.
Mitte Mai 1876 wurde Wasmer mit der Beförderung zum überzähligen Major zunächst seinem Regiment aggregiert und einen Monat später als Stabsoffizier in das Schleswigsche Infanterie-Regiment Nr. 84 versetzt. Von Ende Oktober 1878 bis Anfang Dezember 1883 war er Kommandeur des II. Bataillons in Apenrade. Anschließend folgte unter Beförderung zum Oberstleutnant seine Versetzung als etatmäßiger Stabsoffizier in das Ostpreußische Füsilier-Regiment Nr. 33 nach Königsberg. Daran schloss am 14. April 1887 eine Verwendung als Oberst und Kommandeur des 8. Pommerschen Infanterie-Regiments Nr. 61 in Thorn an. Aus Anlass der Thronbesteigung von Kaiser Friedrich III. erhielt er im Mai 1888 den Roten Adlerorden III. Klasse mit Schleife. In Genehmigung seines Abschiedgesuches wurde Wasmer am 22. Mai 1889 mit dem Charakter als Generalmajor und mit Pension zur Disposition gestellt.

### Familie
Wasmer heiratete am 10. Oktober 1880 Adelheid von Levetzow (* 20. April 1859 in Starnberg), eine Tochter von Ferdinand von Levetzow.